# Liu Sanjie

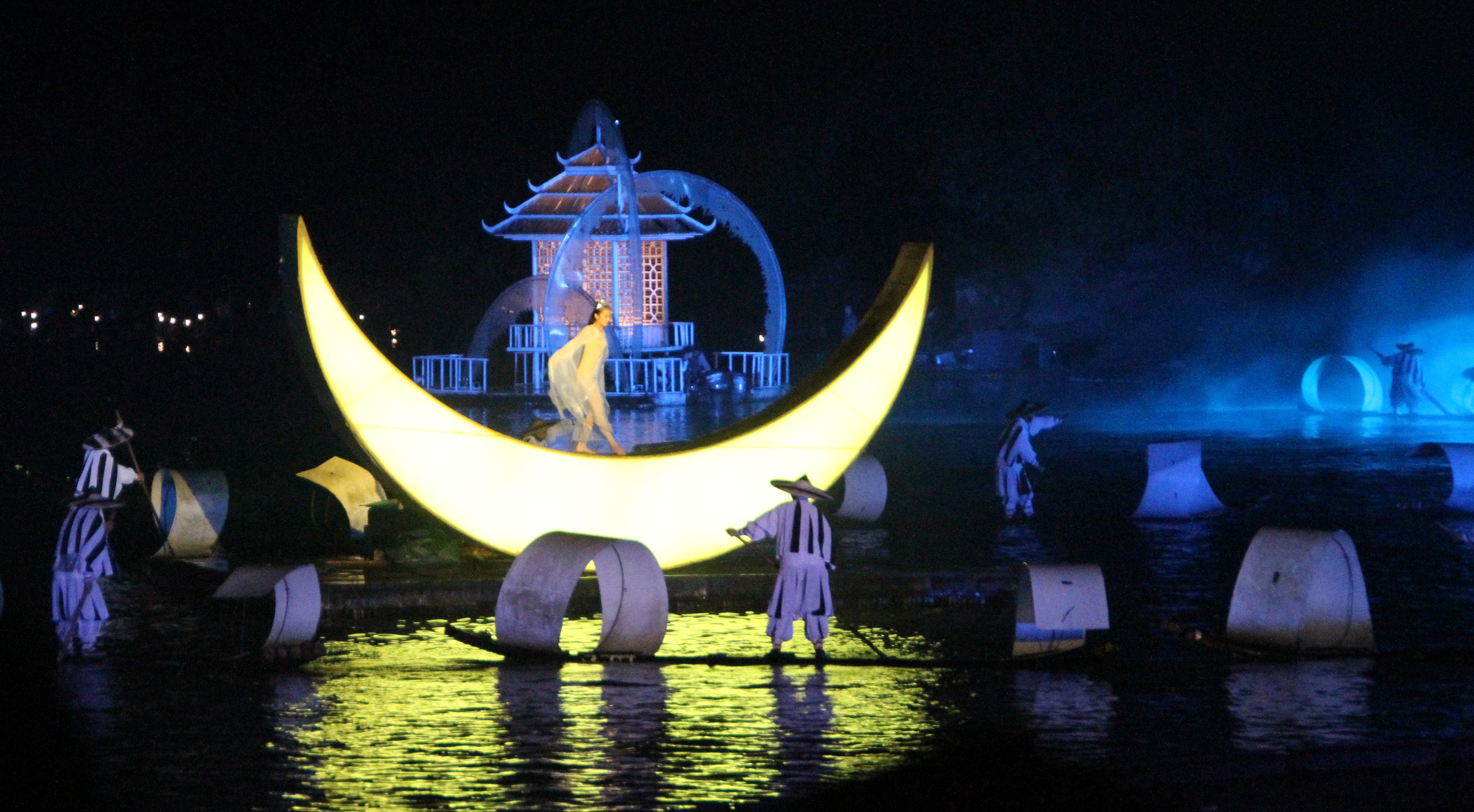
Licht-Show mit Liu Sanjie

Liu Sanjie (dt.:  Dritte Schwester Liu; chinesisch 刘三姐, Pinyin Liú Sānjiě) war eine legendäre Sängerin der  chinesischen Song-Dynastie. 

## Geschichte
Liu Sanjie (Im Film: 刘甜甜; Liu Tiantian) hatte als einfaches Mädchen den Ruf einer begnadeten Sängerin. Doch mit der Zeit begann sie über Missstände zu singen und lehnte sich damit offen gegen den Grundherren Mo Huairen (老莫; alter Mo) auf. Dieser ließ sie zu einem Wettstreit gegen die besten Sänger antreten, den Liu Sanjie gewann. Da befahl der Grundbesitzer sie zu töten, woraufhin sie mit ihrem Liebsten floh. Wo die beiden vorüber kamen, sangen sie die Lieder ihrer Heimat und verbreiteten sie damit über das ganze Land. Am Ende verwandelte sich das Liebespaar in Lärchen und kann so für immer zusammen bleiben.

## Licht-Show
Liu Sanjies Geschichte wurde 2004 vom Regisseur Zhang Yimou mit mehr als 600 Mitwirkenden in der südchinesischen Stadt Yizhou in Szene gesetzt und ist eine örtliche Touristenattraktion. Die 10.000 Zuschauer fassende Naturbühne wird als die größte der Welt betrachtet.
Bei der 70-minütige Licht-Show auf einer Naturbühne am Li-Fluss tragen die Darsteller traditionelle Kleidung der Zhuang-, Miao- und Yao-Minderheiten, die mit zahlreichen Leuchtdioden versehen sind. Der Eindruck steigert sich noch dadurch, dass zwölf umliegende Kegelkarstberge bei der Show beleuchtet werden und sich im Fluss spiegeln. 

## Verfilmung
Auf der Geschichte um Liu Sanjie basiert auch der 2010 veröffentlichte Film des chinesischstämmigen US-Amerikaners Zhu Feng (朱枫) mit dem englischen Titel A Singing Fairy (《寻找刘三姐》; Pinyin: Xúnzhǎo Liú Sānjiě; wörtlich: Auf der Suche nach Liu Sanjie).

## Bildergalerie

Impression Sanjie Liu
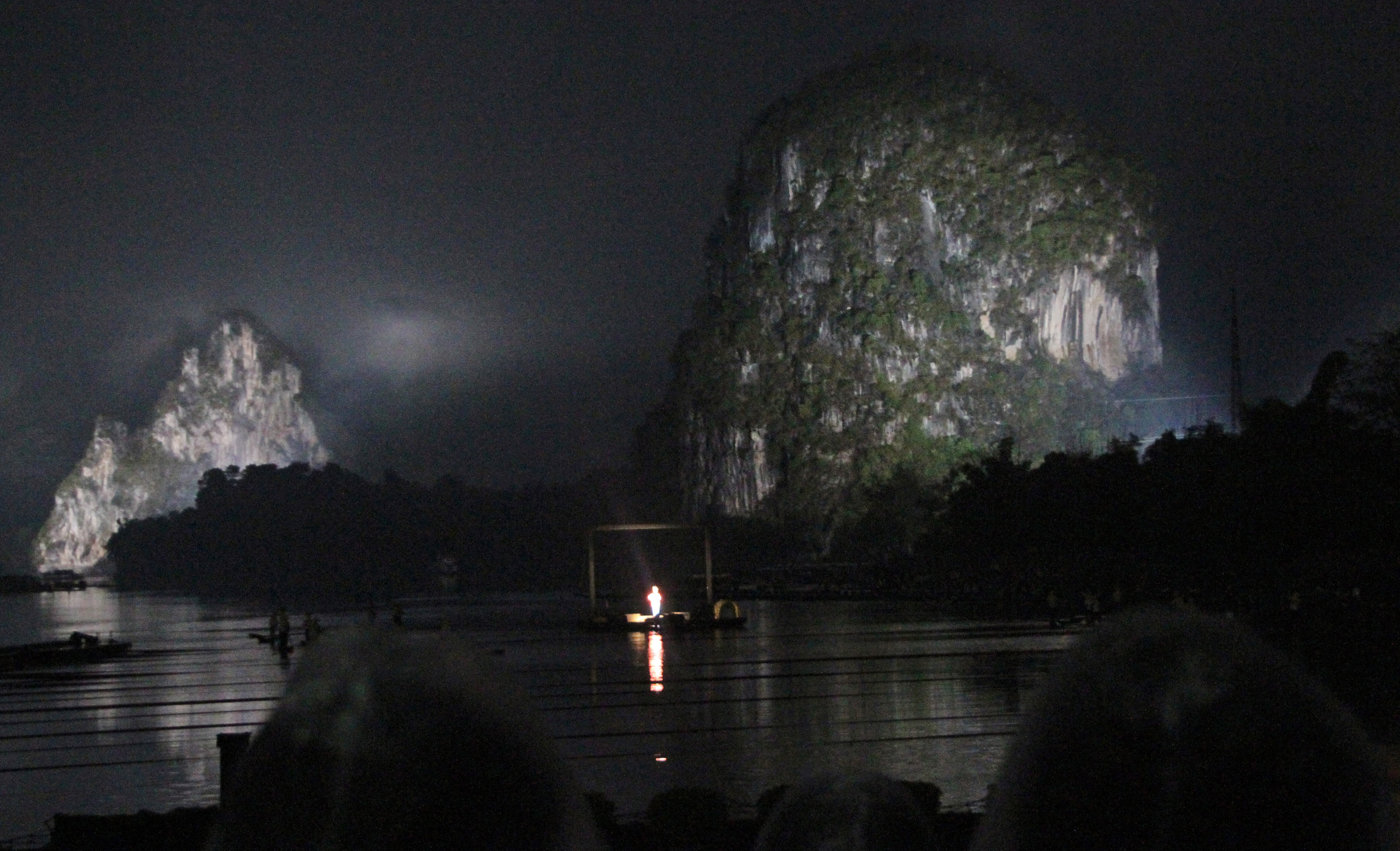
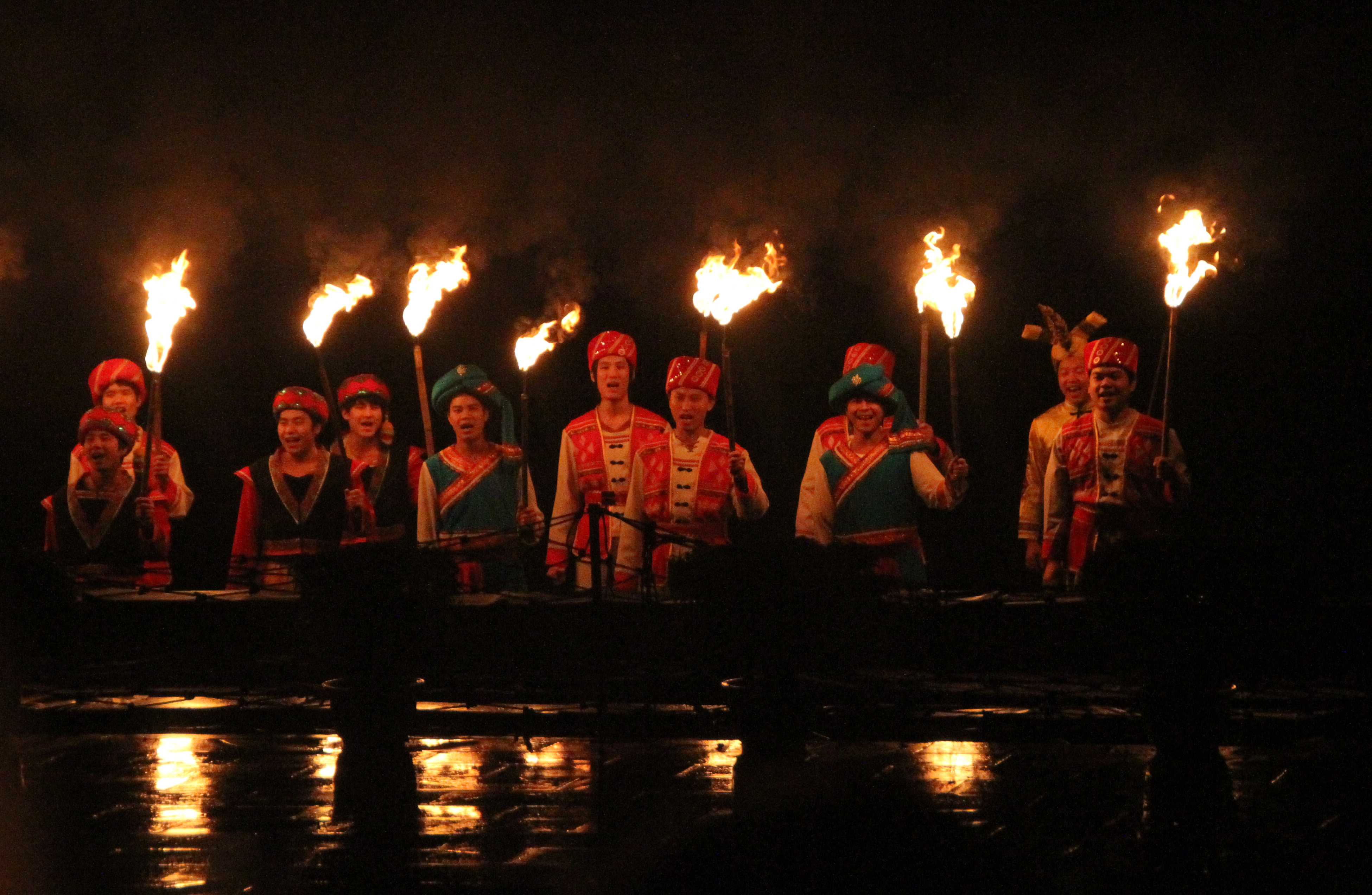
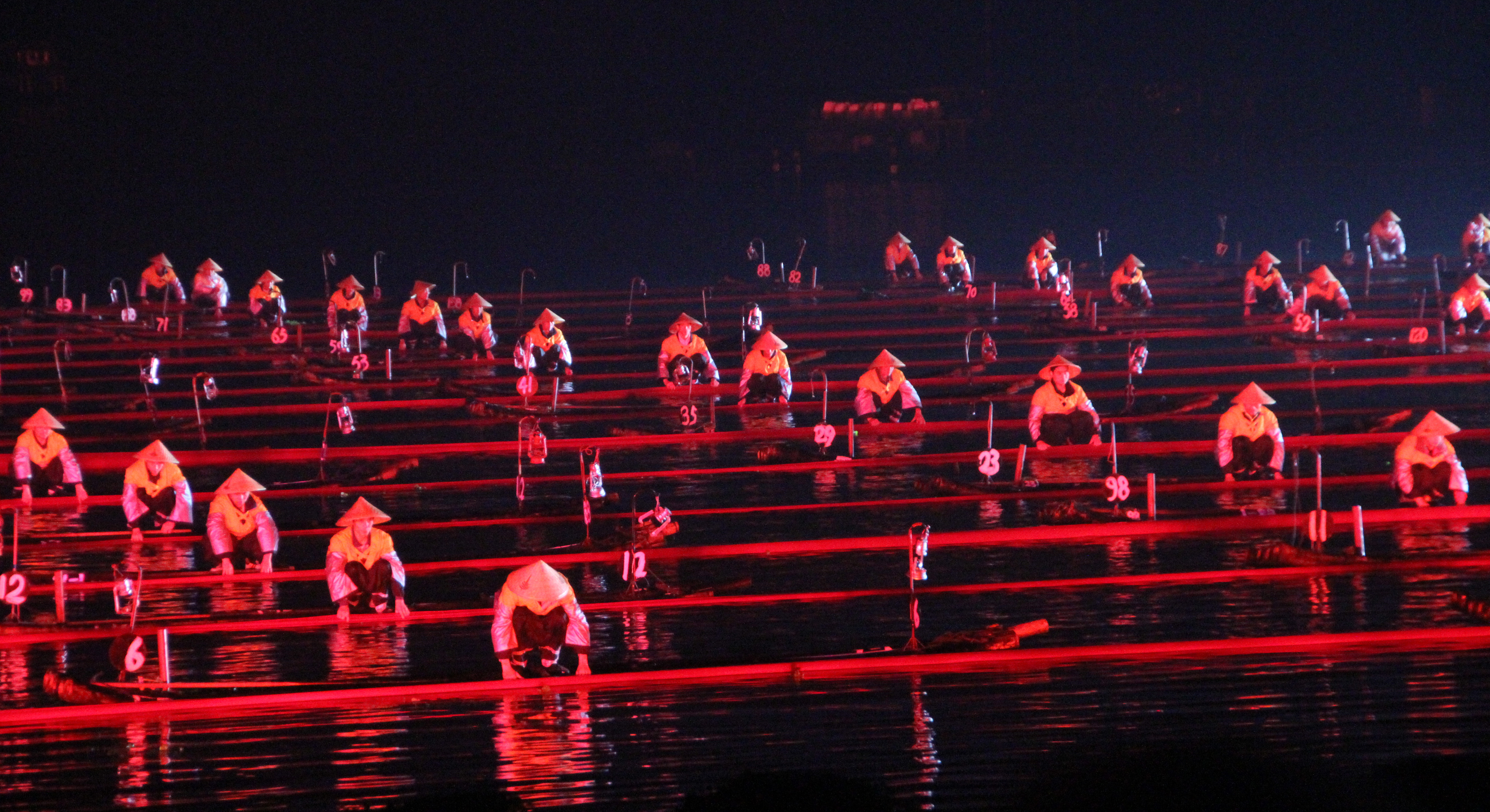
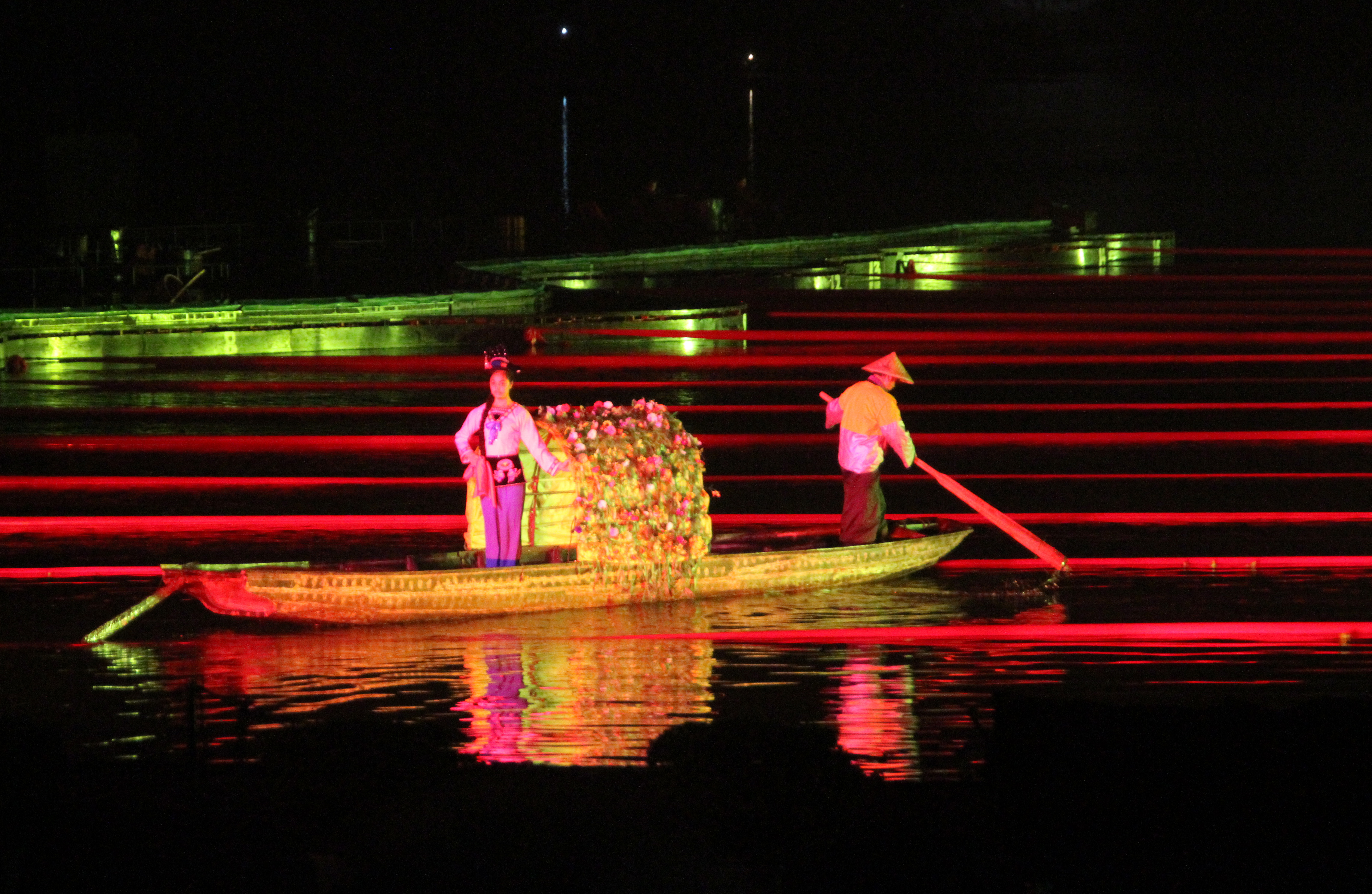
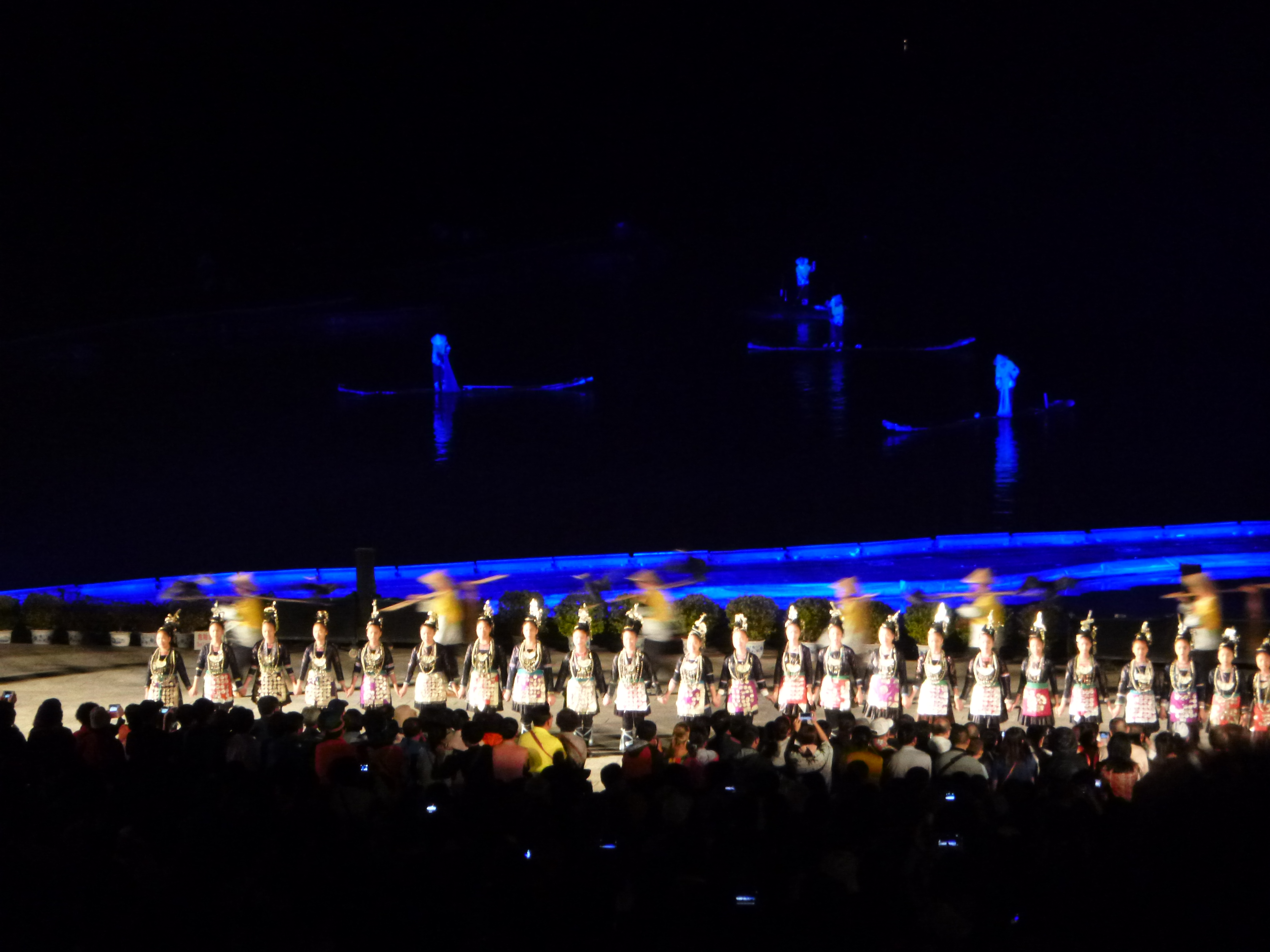
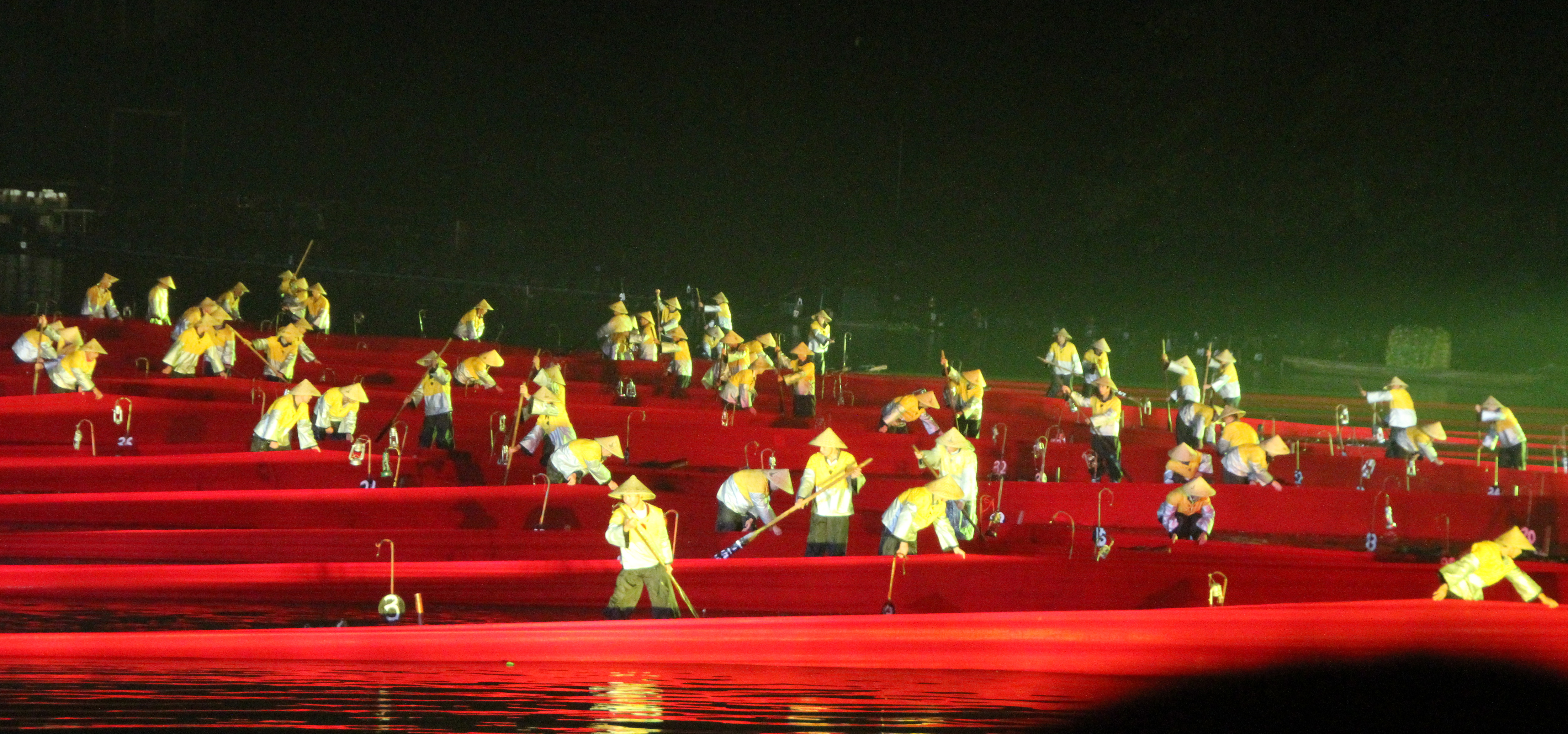
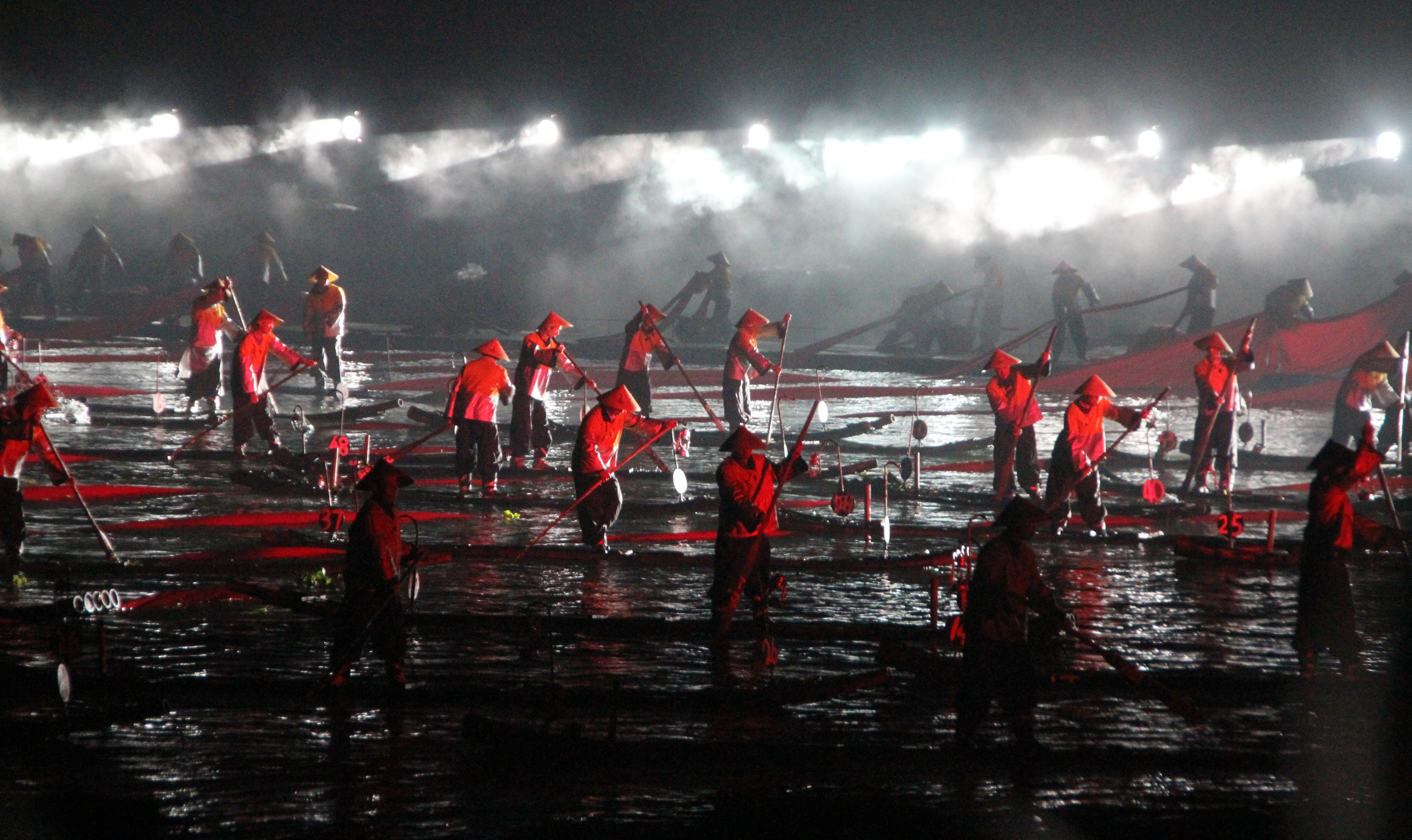
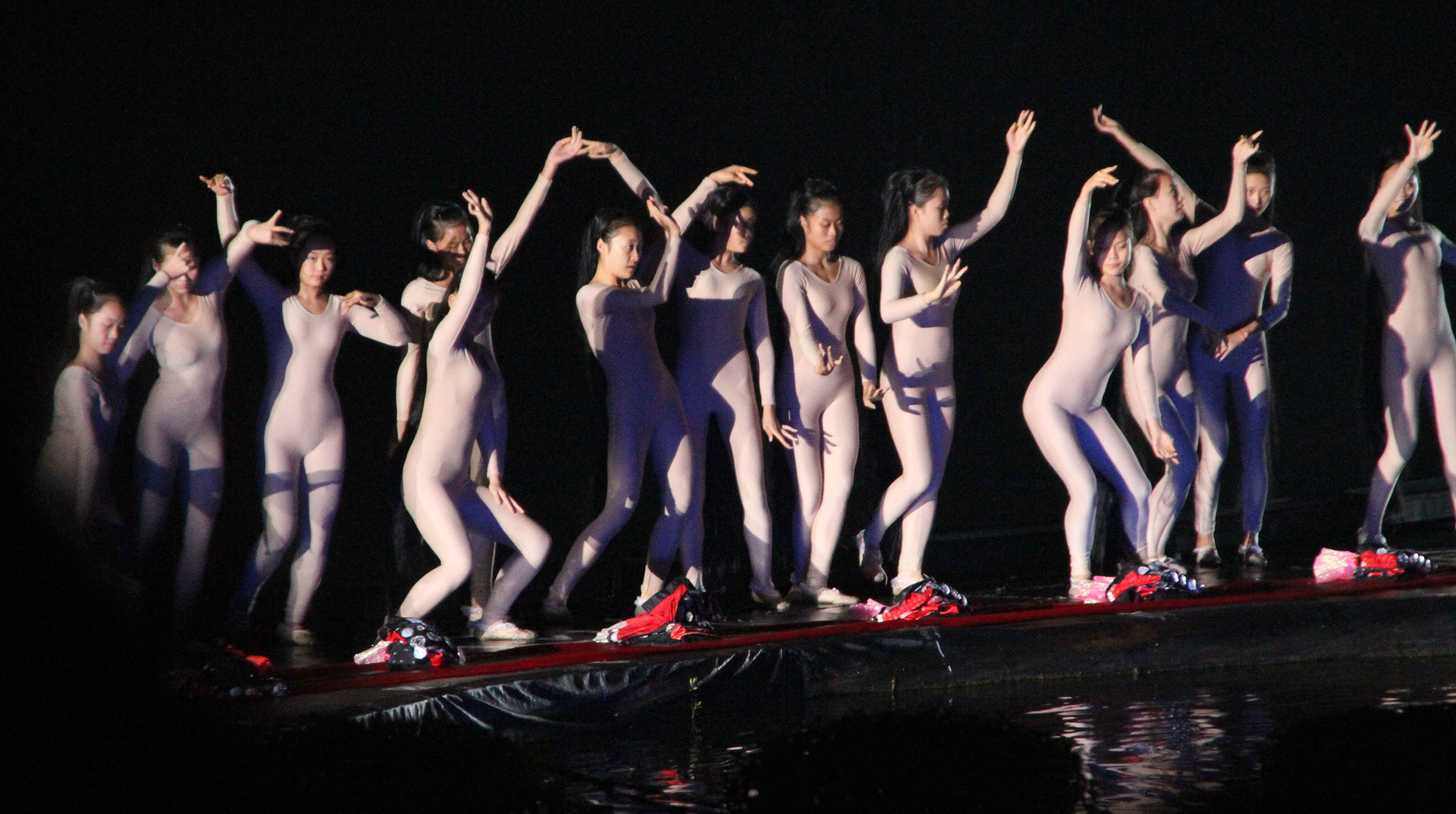
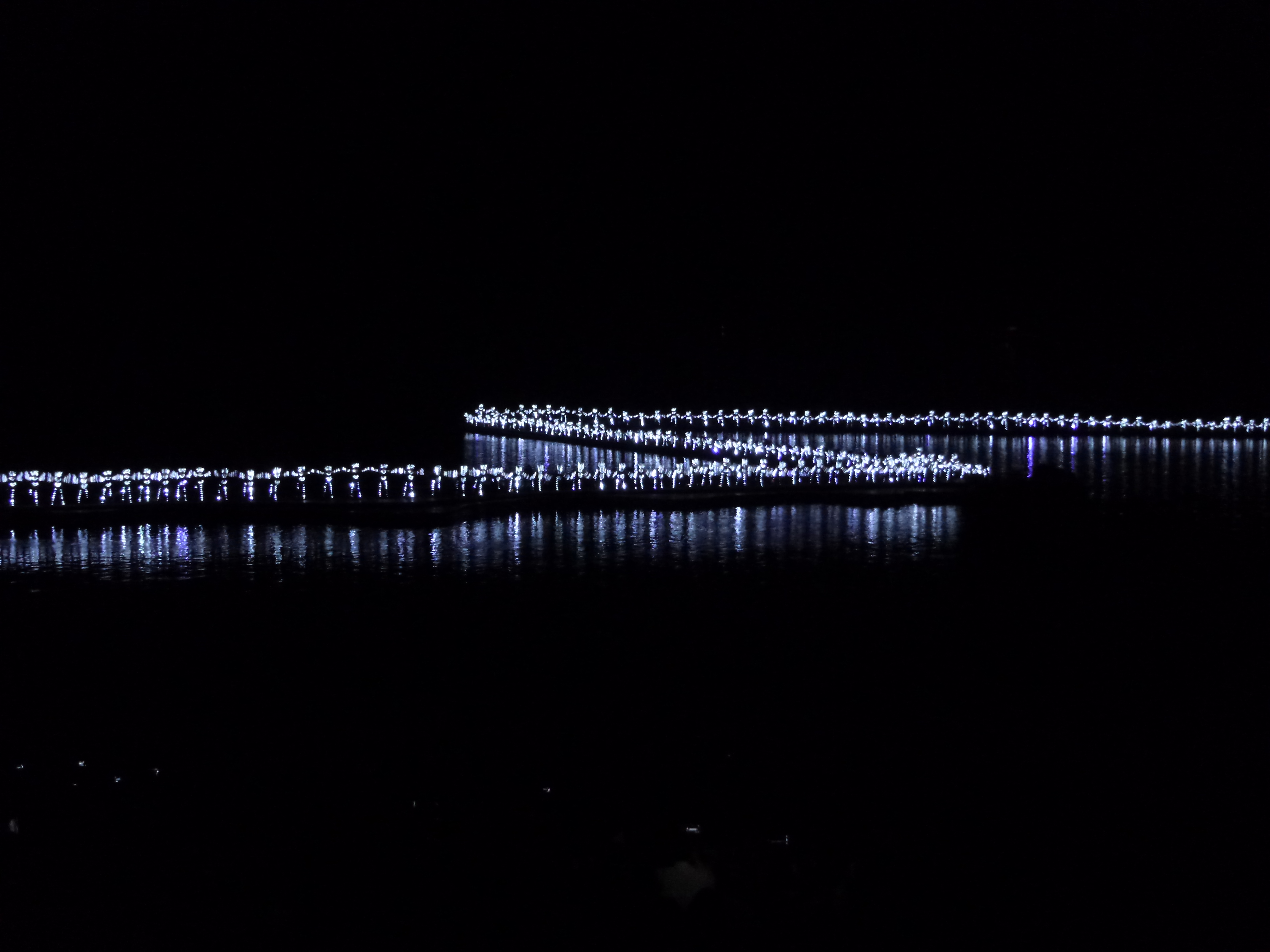
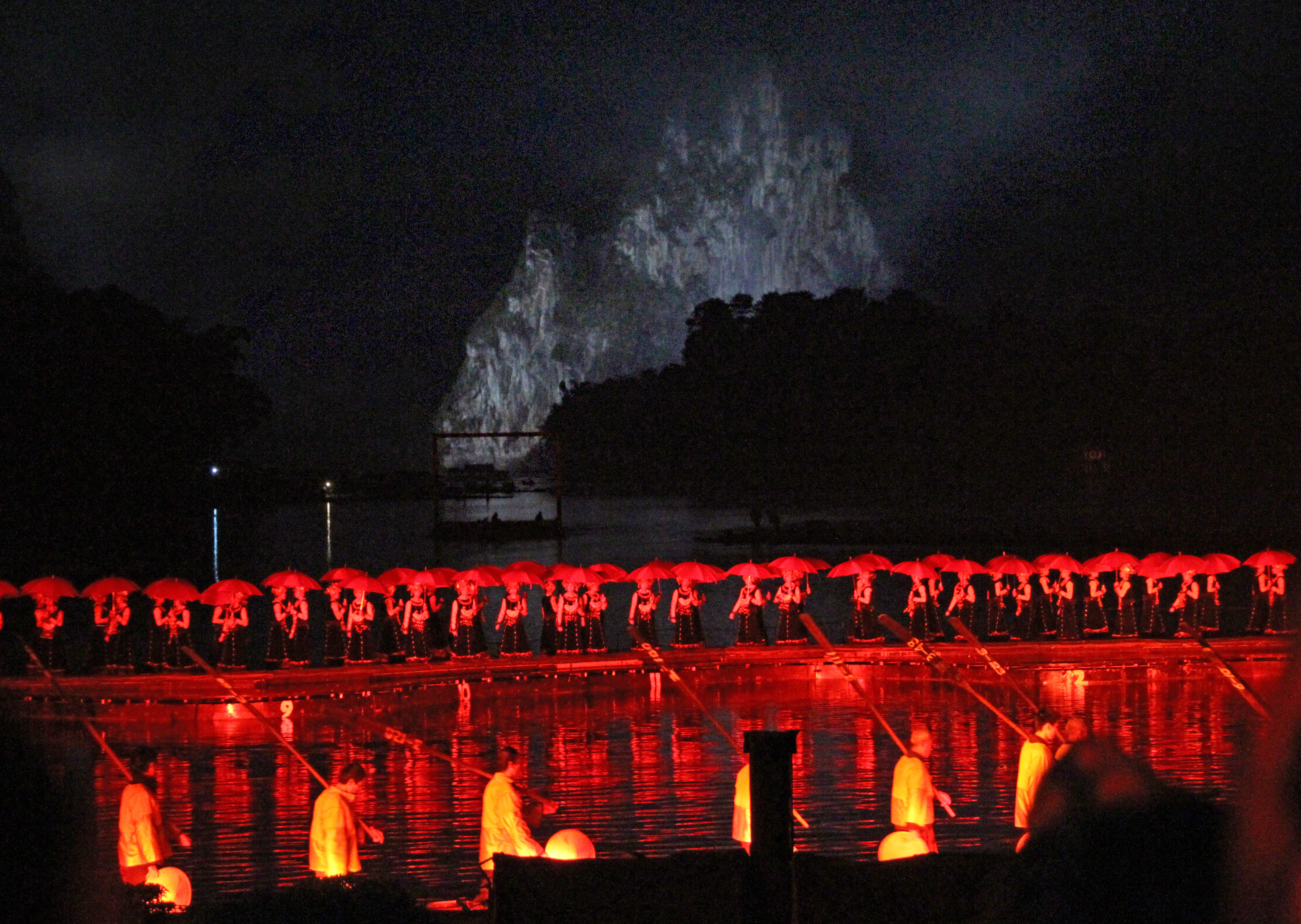